# Système de coordonnées horizontales

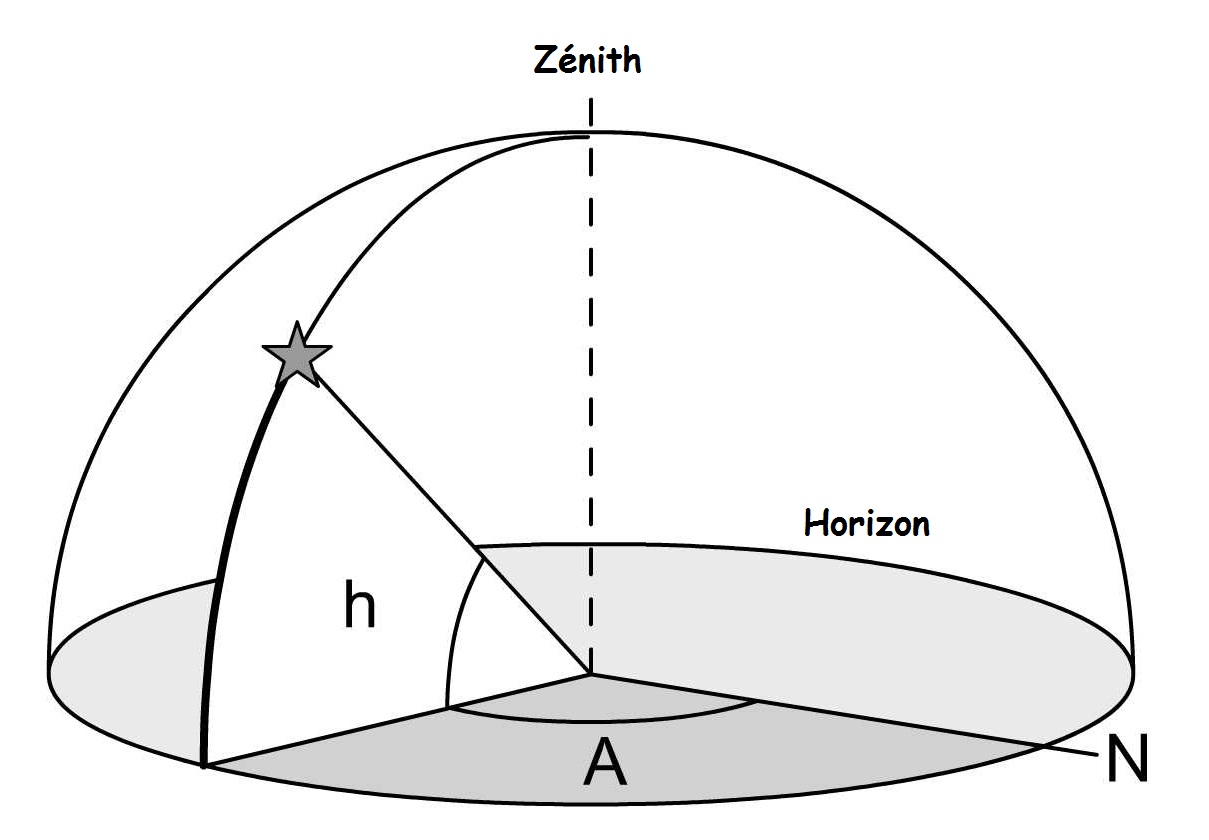
Les coordonnées horizontales sont la hauteur (h) et l'azimut (A). La hauteur varie de 0° (horizon) jusqu'à 90° (zénith) et l'azimut est un cercle divisé en 360° établi sur le plan horizontal à partir du Nord (N), ou du Sud (S), suivant les utilisateurs.

Le système de coordonnées horizontales, également appelé système local ou système de coordonnées alt-azimutales, est un système de coordonnées célestes utilisé en astronomie par un observateur au sol. Le système sépare le ciel en deux hémisphères : l'un situé au-dessus de l'observateur et l'autre situé au-dessous, caché par le sol. Le grand cercle séparant les deux hémisphères situe le plan horizontal, à partir duquel sont établis une altitude et un azimut, qui constituent les deux principales coordonnées de ce système.
- La hauteur (h sur la figure), est l'angle vertical entre le plan horizontal et l'objet visé. Il varie entre 0° (horizon) et 90° (zénith)[1]. Il est cependant possible d'obtenir des valeurs négatives lors d'une observation à partir d'un lieu élevé. Le point situé aux pieds de l'observateur (-90°) est appelé le nadir[2].
- L'azimut (A sur la figure ci-contre) est déterminé par l'angle entre le nord ou le sud cardinal et la projection de la direction de l'objet observé sur le plan horizontal[1]. Les azimuts sont généralement numérotés de 0° à 360° dans le sens horaire à partir du point cardinal choisi[note 1].

Le système de coordonnées horizontales est utilisé pour effectuer les mesures en navigation astronomique. Le mouvement des montures azimutales s'effectue également selon ce système de coordonnées.

## Terminologie
Parfois, au lieu d'utiliser la hauteur, on utilise la distance zénithale (z, non représentée sur la figure), qui est le complément de la hauteur et s'obtient par l'équation {\displaystyle z=90^{\circ }-h}.
Le petit cercle de la sphère céleste qui passe par un point du ciel donné et dont le plan est parallèle au plan de l'horizon céleste s'appelle l'almicantarat ou cercle de hauteur de ce point.
Le demi-grand cercle qui passe par les pôles de l'horizon céleste, c'est-à-dire par le zénith et le nadir et par un astre déterminé, s'appelle le vertical de l'astre. Par ailleurs, l'horizon céleste coupe l'équateur céleste en deux points opposés qui sont les points Est et Ouest. Le vertical passant par le point Est est nommé premier vertical tandis que celui qui passe par le point Ouest est nommé troisième vertical.

## Avantages et inconvénients

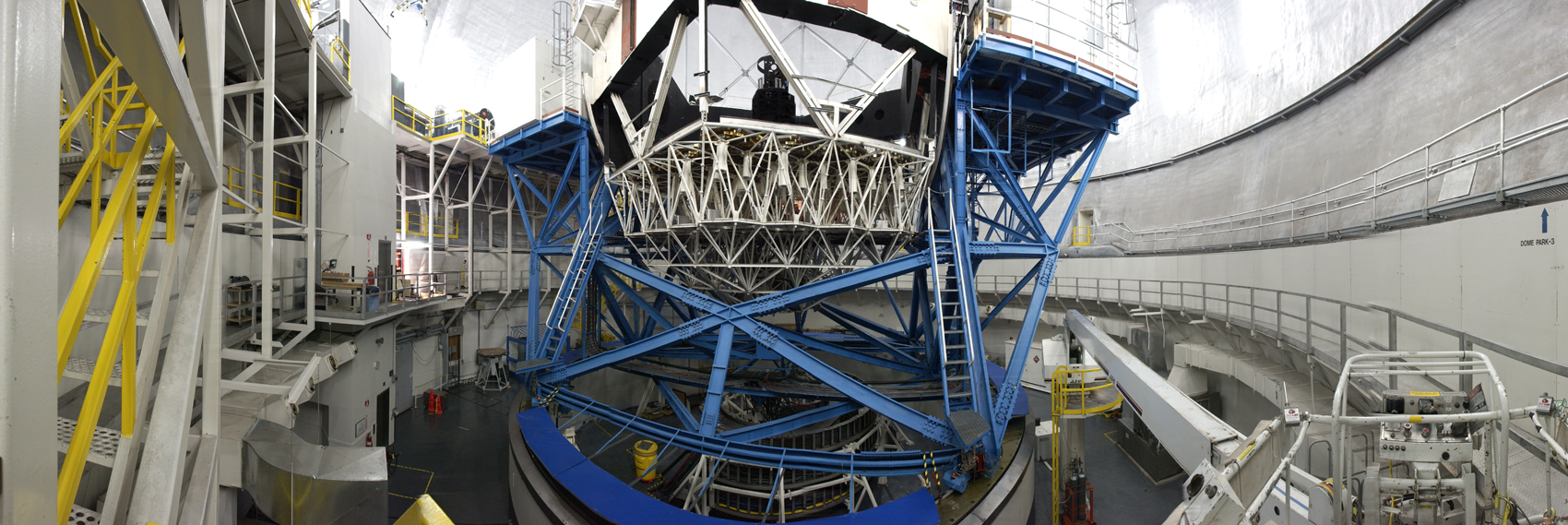
La monture des deux télescopes Keck est une monture azimutale.

Ce système de coordonnées présente l'avantage d'être simple et local. Il est facile à établir à un endroit donné à partir du moment où l'observateur sait où se trouve l'un des points cardinaux. Les montures azimutales n'ont besoin que d'être horizontales et d'effectuer deux mouvements horizontaux et verticaux, ce qui fait en sorte qu'elles sont faciles à construire.  Le type le plus simple est le Dobson.
Ce système présente également certains inconvénients :
- En raison de la rotondité de la Terre et de sa rotation, les coordonnées d'un même objet à un instant donné dépendent du lieu et de l'heure d'observation[5],[4], contrairement, par exemple, aux coordonnées équatoriales,
- La rotation de la Terre fait en sorte que l'objet observé est en déplacement relatif par rapport à un observateur terrestre. Les coordonnées horizontales varient conséquemment à un rythme qui dépend essentiellement de la déclinaison des objets visés[4]. Leur suivi par un instrument est donc moins simple qu'avec, par exemple, une monture équatoriale.